# La Chanson du dimanche, la série
Pour les articles homonymes, voir La Chanson du dimanche.
La Chanson du dimanche, la série est une série télévisée française, créée par Alexandre Castagnetti et Clément Marchand (La Chanson du dimanche). Elle a été diffusée la première fois le 24 mars 2011 sur la chaîne Comédie+.

## Liste des épisodes

### Saison 1
- Épisode 1 : Alec et Clément sont des vendus
- Épisode 2 : Alec et Clément jouent les traders
- Épisode 3 : Alec et Clément hébergent un vieux
- Épisode 4 : Alec et Clément fuckent la police
- Épisode 5 : Alec et Clément ont des complexes
- Épisode 6 : Alec et Clément à « Star de France »
- Épisode 7 : Alec et Clément au cabaret fou
- Épisode 8 : Alec et Clément et le corbeau du lundi
- Épisode 9 : Alec et Clément en République Dominicale
- Épisode 10 : Alec et Clément font la grève
- Épisode 11 : Alec et Clément sont des ordures
- Épisode 12 : Alec et Clément et la mère d’Alec
- Épisode 13 : Alec et Clément président !
- Épisode 14 : Alec et Clément contre Tostérone
- Épisode 15 : Alec et Clément font un enfant

### Saison 2
- Épisode 1 : Alec et Clément font le ménage
- Épisode 2 : Alec et Clément à la barre
- Épisode 3 : Alec et Clément font la révolution
- Épisode 4 : Alec et Clément ont des superpouvoirs
- Épisode 5 : Alec et Clément et la fille d’Alec
- Épisode 6 : Alec et Clément ont un problème moteur
- Épisode 7 : Alec et Clément ont la pression
- Épisode 8 : Alec et Clément et le père de Clément
- Épisode 9 : Alec et Clément, la série
- Épisode 10 : Alec et Clément chez les pirates